# Val-d'Oise
Val-d'Oise (95) is een Frans departement, gelegen in het noorden van de regio Île-de-France. De prefectuur is Cergy, alhoewel Argenteuil de grootste gemeente naar inwonertal is.

## Geschiedenis
Val-d'Oise ontstond toen de voormalige departementen Seine en Seine-et-Oise werden verdeeld in zes departementen in 1968. Het was een deel van de Vexin.

## Geografie
Val-d'Oise bestaat uit de drie arrondissementen:
- Arrondissement Argenteuil
- Arrondissement Sarcelles
- Arrondissement Pontoise

Val-d'Oise telt 21 kantons:
- Kantons van Val-d'Oise

Val-d'Oise telt 184 gemeenten:
- Lijst van gemeenten in het departement Val-d'Oise

## Demografie

### Demografische evolutie sinds 1962
| Naam       | Index 1962 | Index 1968 | Index 1975 | Index 1982 | Index 1990 | Index 1999 | Index 2008 | Index 2019 |
| ---------- | ---------- | ---------- | ---------- | ---------- | ---------- | ---------- | ---------- | ---------- |
| Val-d'Oise | 100,0      | 126,4      | 153,3      | 167,9      | 191,4      | 201,6      | 212,5      | 227,2      |
| Frankrijk* | 100,0      | 107,1      | 113,3      | 117,0      | 121,9      | 126,0      | 133,8      | 140,1      |

| Naam       | Inw./Km² 1962 | Inw./km² 1968 | Inw./km² 1975 | Inw./km² 1982 | Inw./km² 1990 | Inw./km² 1999 | Inw./km² 2008 | Inw./km² 2019 |
| ---------- | ------------- | ------------- | ------------- | ------------- | ------------- | ------------- | ------------- | ------------- |
| Val-d'Oise | 440,2         | 556,4         | 674,9         | 738,8         | 842,4         | 887,2         | 935,3         | 1.003,0       |
| Frankrijk* | 84,2          | 90,1          | 95,4          | 98,5          | 102,7         | 106,1         | 112,7         | 119,7         |

Frankrijk* = exclusief overzeese gebieden
Bron: Recensement Populaire INSEE - 1962 tot 1999 population sans doubles comptes, nadien Population Municipale
Op 1 januari 2022 had Val-d'Oise 1.270.845 inwoners.

### De 10 grootste gemeenten in het departement
| #  | Gemeente           | Aantal inwoners (2022) |
| -- | ------------------ | ---------------------- |
| 1  | Argenteuil         | 107.135                |
| 2  | Cergy              | 69.578                 |
| 3  | Sarcelles          | 58.576                 |
| 4  | Garges-lès-Gonesse | 42.388                 |
| 5  | Franconville       | 38.024                 |
| 6  | Bezons             | 34.314                 |
| 7  | Herblay-sur-Seine  | 31.818                 |
| 8  | Pontoise           | 31.623                 |
| 9  | Goussainville      | 30.952                 |
| 10 | Villiers-le-Bel    | 29.238                 |